# Озма з країни Оз
«Озма з країни Оз» (англ. Ozma of Oz) — опублікований 29 липня 1907 року третій роман американського письменника Лаймена Френка Баума з серії фентезійних романів про Країну Оз. Саме за цією книгою став очевидним намір Баума створити серію книг про Країну Оз. Якщо наприкінці «Дивовижного чарівника країни Оз» чарівні туфельки Дороті загубилися в пустелі, відрізавши тим самим дівчинці шлях до повернення в чудову країну, то наприкінці «Озми з Країни Оз» після слів Глінди про те, що чарівний пояс, повернувши Дороті додому, при цьому також буде втрачено, дівчинка знаходить оптимальне рішення: вона віддає пояс принцесі Озмі, щоб та перенесла її додому, але домовляється з Озмою, що пізніше, в разі потреби, та скористається поясом для повернення Дороті в Країну Оз.
Ця книга також є першою, де основні події відбуваються за межами країни Оз. Лише події останніх двох розділів відбувається в самій країні Оз. Це свідчить про незначні зміни в основній сюжетній лінії: в першій книзі Оз є небезпечною країною, через яку Дороті повинна переможно пройти, щоб повернутися в Канзас; в третій книзі Оз — це закінчення й мета роману. Бажання Дороті повернутися додому не таке безнадійне, як в першій книзі, і це потрібніше її дядькові, ніж їй, і вона повертається для нього.
Повнокольорові ілюстрації для книги були зроблені художником Джоном Р. Нілом.
Книга містить наступне звернення: «Ця книга з любов'ю присвячується всім хлопчикам і дівчаткам, які читають мої історії, а особливо - Дороті».

## Сюжет
Дядько Генрі за наполяганням лікаря їде відпочити зі своєю небогою на канзаській фермі в Австралії. Він зі своєю племінницею Дороті Ґейл (це перша книга, в якій читач дізнається її прізвище) пливе на пароплаві, коли їх застає сильний шторм і вони розділяються. Вітром Дороті викидає за борт разом з кліткою, в якій знаходилася жовта курка.

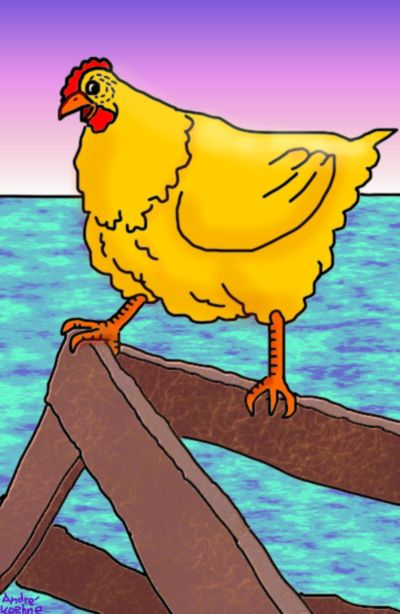
Курка Білліна

Клітку прибиває до берега, Дороті й Білліні (так звали курку) вирушають досліджувати місцевість. Виявляється, що курка вміє говорити, і Дороті робить висновок, що вона знову опинилася в Чарівній країні, але все навколо здається їй незнайомим. По дорозі вони зустрічають дерева зі сніданком і ланчем, піддаються нападу Колесунів — людей, у яких замість долонь і ступень колеса, завдяки яким вони пересуваються, котячись рачки. Рятуючись від Колесунів, вони знаходять захованого за потайними дверцями в скелі мідну заводну людину Тік-Така. Завівши його знайденим на березі ключем, вони набувають в його особі одного і захисника, і, подолавши натиск Колесунів, йдуть до замку Ев, розташованому неподалік.

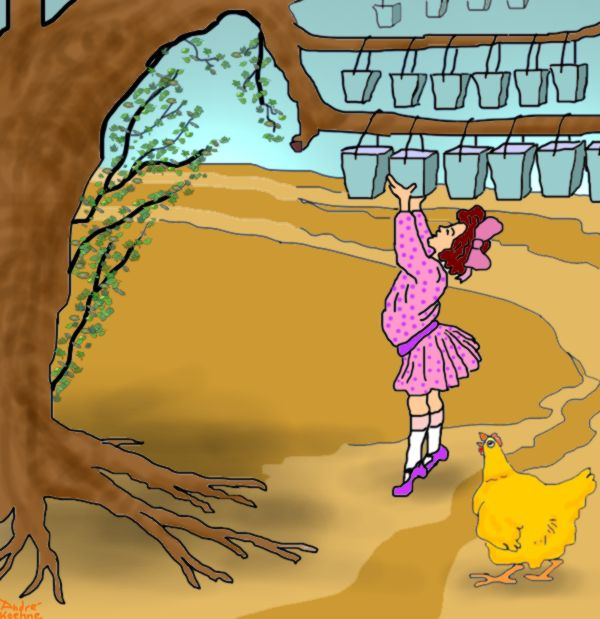
Дороті зриває з дерева сніданок.

Тік-Так розповідає друзям історію королівської сім'ї, яка колись правила цією країною. Давним-давно злий і жорстокий король Еволдо продав в рабство свою дружину і десять дітей Королю номовой, в обмін на безсмертя, а той перетворив їх об одинадцятій прикрас для свого палацу. Пізніше король Еволдо розкаявся у своєму вчинку і безуспішно спробував повернути сім'ю. У розпачі він кинувся в море й потонув. Влада в королівстві перейшла до племінниці короля принцеси Лангвідер — досить цікавої особи, здатної змінювати власні голови, як рукавички. На свою біду Дороті й компанія потрапили до неї, де принцеса запропонувала Дороті помінятися головами, не беручи до уваги той факт, що Дороті взагалі-то звичайна людина. Від неприємностей дівчинку рятує принцеса країни Оз Озма та її друзі, Опудало й Бляшаний дроворуб, які опинилася в королівстві Ев. Озма потрапила сюди не випадково — дізнавшись про долю королівської сім'ї Ев, вона вирішила врятувати їх. Дороті, Тік-Так та курка приєднуються до них і вирушають до королівства Номів, там вони зустрічають короля Номів Ругеддо. Спершу зробивши приємне враження, Ругеддо пропонує Озмі й іншим угоду із секретом. Кожен з друзів може відвідати музей короля номів і вгадати, який з експонатів є зачарованим членом королівської сім'ї. Якщо Озма вгадає, то жертва автоматично стає вільною, якщо ж ні (дається 11 спроб), Озма сама стане прикрасою. Озма приймає умови і, першою відправившись в музей, благополучно перетворюється на смарагдову статуетку. Ця ж доля спіткає й всіх інших супутників, допоки Дороті випадково не звільняє принца Еврінга. А потім Білліна випадково дізнається секрет короля Ругеддо і рятує всіх, відкривши слабке місце всіх підземних Номів — страх перед яйцями. В результаті Королівська родина Ів знову почала володарювати в своєму королівстві, Озма вирушає до країни Оз, а Дороті за допомогою чарівниці Глінди повертається до свого дядька Генрі.